# سیارک ۶۷۶۲
سیارک ۶۷۶۲ (به انگلیسی: 6762 Cyrenagoodrich، نامگذاری:1981EC25) شش هزار و هفتصد و شصت و دومین سیارک کشف شده‌است که در ۲ مارس ۱۹۸۱ کشف شد.
قدر مطلق سیارک برابر ۱۷.۰ است.